# Valerie (Steve Winwood)
Valerie è un singolo del cantautore britannico Steve Winwood, pubblicato nell'ottobre 1982 come estratto dal terzo album in studio Talking Back to the Night. Il 5 settembre del 1987 ci fu una riedizione del singolo che fu remixato e intitolato Valerie '87.
Il brano è dedicato a Valerie Carter, corista ritenuta bellissima da molteplici cantanti e musicisti.

## Cover
Negli anni a seguire molti artisti hanno eseguito diverse cover tra cui i Ra Ra Riot nel 2012.
Il ritornello del brano è stato campionato e riutilizzato dal DJ svedese Eric Prydz per il singolo Call on Me del 2004. Quando Winwood ascoltò il lavoro di Prydz non solo gli diede il permesso di utilizzare i campioni, ma si offrì addirittura di reincidere la parte vocale per adattarla meglio al nuovo brano.